# Miss Universo Paraguay 2012
El concurso Miss Universo Paraguay 2012 se celebró en Asunción, Paraguay, el día 18 de mayo del 2012. Alba Riquelme, Miss Universo Paraguay 2011 coronó a Egny Eckert al final de la noche, quien representó al Paraguay en el Miss Universo 2012. Así también se coronaron a las representantes paraguayas al Miss Mundo 2012: Fiorella Migliore, Miss Internacional 2012: Nicole Huber y Miss Tierra 2012: Alexandra Fretes. La organización estuvo a cargo de Promociones Gloria, Salvador Mass e Isabel Mussi. El concurso fue transmitido en vivo por Telefuturo desde el Sheraton Asunción Hotel.

## Resultados
| Título/Puesto                        | Participante       |
| ------------------------------------ | ------------------ |
| Miss Universo Paraguay               | Egny Eckert        |
| Miss Mundo Paraguay                  | Fiorella Migliore  |
| Miss Internacional Paraguay          | Nicole Huber       |
| Miss Tierra Paraguay                 | Alexandra Fretes   |
| Miss Continente Americano Paraguay   | Liliana Santa Cruz |
| Miss Bikini International Paraguay   | Nadia Servian      |
| Miss Top Model of the World Paraguay | Daysi Lezcano      |

## Candidatas
Debido al cambio en la organización la nueva organización decidió llamar a ganadoras anteriores de este concurso, debido a la preparación que las chicas ya poseen. En total 5 candidatas oficiales fueron seleccionadas, más dos chicas quienes formaban parte de las candidatas para el Miss Paraguay 2013.
| Candidata                       | Edad | Ciudad     | Título Anterior                                                                  |
| ------------------------------- | ---- | ---------- | -------------------------------------------------------------------------------- |
| Egni Analia Almirón Eckert      | 24   | Luque      | Miss Mundo Paraguay 2010 Virreina Hispanoamericana 2010                          |
| Alexandra Helena Fretes Galeano | 24   | Asunción   | Miss Tierra Paraguay 2011 Miss Supranational Paraguay 2010                       |
| Nicole Elizabeth Huber Vera     | 21   | Asunción   | Miss Mundo Paraguay 2011 Miss Tierra Paraguay 2011                               |
| Liliana Noemí Santa Cruz Vera   | 25   | Villarrica | Musa del Bicentenario 2011 Reina Paraguay Belleza 2012                           |
| Fiorella Migliore Llanes        | 23   | Asunción   | Reina Paraguay Belleza 2007 Miss Italia Paraguay 2008 Miss Italia nel Mondo 2008 |
| Daysi Lezcano                   | 18   | Asunción   | -                                                                                |
| Nadia Yasmine Servian           | 23   | Asunción   | -                                                                                |

## Jurado
El jurado de la noche de coronación estuvo integrado por las siguientes personas:
- Gloria Suárez de Limpias, presidenta ejecutiva de Promociones Gloria
- Elenita Ortiz de Dellavedova, Miss Paraguay 1984
- Vivian Benítez, Miss Paraguay 1991
- Fiorella Forestieri de Buzarquis, Miss Universitaria Paraguay 2008
- Pedro Sanabria, de Alfapar Milano y Laboratorios Omega
- Juan José Martínez, de Dismar
- José Espínola, de Joseph Coiffure
- Mirtha Alcaraz, de Clínica Odontológica Alcaraz
- Guillermo Cortes, gerente de marketing de Editorial El País.